# アキテーヌ公

1154年のフランスの地図

アキテーヌ公の紋章

アキテーヌ公（フランス語: duc d’Aquitaine）は、フランスのアキテーヌ地方の君主。首城はボルドーのトロンペット城だった。アキテーヌ公の所領を表す語として、アキテーヌ、ギュイエンヌ、ガスコーニュの語が使われるが、この3つは厳密な使い分けが必ずしもなされていない。ギュイエンヌはアキテーヌのうちポワトゥーを除く北西部を、ガスコーニュは南西部を示すことが多い。

## 歴史

### 成立
アキテーヌ地方は6世紀初頭までは西ゴート王国の領土であったが、507年のヴイエの戦いにおいてクローヴィス1世がピレネーまでの領域を征服し、フランク王国の領土となった。クロヴィス1世の死後、その王領は諸子に分割相続され、王家で継承された。しかし、カリベルト2世の死以後、現地の公に率いられた独立の勢力がたびたびフランク王権と対立した。8世紀当初にはボルドーの伯ウードがフランク王国から独立した支配を固めていた。
ところが、729年にイベリア半島からアブドゥル・ラフマーン・アル・ガーフィキー率いるウマイヤ朝の軍勢がアキテーヌに侵入し、ウードはイスラム軍に敗れた。そこで、ウードはカール・マルテルに援軍を求め、732年、トゥール・ポワティエ間の戦いにおいてカール・マルテルはイスラム軍を破った。760年、フランク王ピピン3世は、アキテーヌ公ワイファリに対し、彼が不法に略取している教会領の返還を命じたが、ワイファリは逆にオータン、シャロン、トゥールなどの地方にまで侵略してきた。
結局、ワイファリは768年に部下により暗殺され、アキテーヌ公による抵抗は一旦終結した。翌769年には、ワイファリの息子で跡を継いだウナール2世が再び叛乱を起こし、カール1世は弟カールマンとともにこれを鎮圧した。778年、カール1世はヒスパニアに遠征したが失敗に終わった。そこで、ヒスパニアと接する地域であり、これまで王権と対立してきたアキテーヌを確実に掌握するために、生まれたばかりの王子ルートヴィヒ（後のルートヴィヒ1世）を王とするアキテーヌ王国を創設する一方、アキテーヌ地方の9人の伯を全員フランク人から選んで、多くの修道士とともに送り込んだ。
アキテーヌ王国はその後ルートヴィヒ1世の息子ピピン1世、さらにその息子ピピン2世に継承され、ピピン2世の後は西フランク王家がその所領を相続し、西フランク王国の一部となった。アキテーヌ公位については、9世紀後半から10世紀後半にかけて、ポワトゥー伯家、オーヴェルニュ伯家、トゥールーズ伯家の間で争われたが、10世紀後半にポワトゥー伯ギヨーム3世がアキテーヌ公となって以降は、ポワトゥー伯家が12世紀まで公位を継承した。11世紀半ばにはポワトゥー伯家はガスコーニュ公領も継承し、当時のアキテーヌ公の権力はロワールからピレネーの山麓まで、そしてオーヴェルニュの中央山岳地帯から大西洋にまで広がっており、フランス王の領地よりはるかに広大で豊かであった。

### イングランド王家による領有
ギヨーム10世は男子の継承者なく1137年に死去し、2人の娘が残された。姉のアリエノールは同年7月25日、フランス王太子ルイ（後のフランス王ルイ7世）と結婚し、夫妻はアキテーヌ公兼ポワトゥー伯となった（妹のペトロニーユはヴェルマンドワ伯ラウル1世と結婚したが離婚）。しかし、この結婚は1152年3月21日に2人の血縁関係を理由として破棄された。そしてアリエノールは同年5月18日、アンジュー伯アンリと結婚し、アキテーヌ公位はフランス王ルイ7世からアンリに移った。1154年、アンリはイングランド王として即位（ヘンリー2世）し、以後、アキテーヌ公領はイングランド王もしくはその王子たちが領有したが、イングランド王側はアキテーヌ公領などの大陸の所領についてフランス王に臣従礼を行うことが課せられた。
しかし、この後、リュジニャン家をはじめとする在地領主によるイングランド王に対する反乱がしばしば起こり、中にはフランス王フィリップ2世に対し臣従礼を行う領主もいた。その後、カスティーリャ王アルフォンソ8世によるガスコーニュ侵攻や、フランス王によるポワトゥーの都市ラ・ロシェルの奪取（1224年）などが起こり、ヘンリー3世の時代になると、大陸領土の防衛と統治が重要視されるようになり、ヘンリー3世自身もたびたび公領を訪れ、現地領主からの臣従礼を受け、政治的安定性の回復に努めた。
1259年12月4日、フランス王ルイ9世とイングランド王ヘンリー3世の間でパリ条約が合意され、ヘンリー3世はノルマンディー、アンジューのほかメーヌ、トゥーレーヌとポワトゥーに対する権利を放棄する代わりに、アキテーヌ公として公領の一部であるガスコーニュをフランス王ルイ9世から受領することになった。1294年以降、両国は戦争状態に陥ったが、イングランド側はランカスター伯エドマンドを使者として送り、フィリップ3世と和解の道を模索した。しかし結果として、フィリップ3世が和解の条件を拒否し、1294年5月19日にイングランド王家の大陸側の所領の没収を宣言した。同年6月20日からガスコーニュにおいて戦闘が始まったが（ガスコーニュ戦争）、1297年には戦局は膠着状態に陥り、10月9日、休戦協約が成立した。
翌1298年6月30日には教皇ボニファティウス8世による調停がなされたが、ガスコーニュのイングランドへの返還が合意されたのは、1303年5月20日のパリ条約においてであった。1305年にガスコーニュ出身のボルドー大司教ベルトラン・ド・ゴがフランス王フィリップ4世の支持のもと教皇（クレメンス5世）に選出されたこと、および1308年1月にイングランド王エドワード2世が、フィリップ4世の娘イザベルと結婚し、フィリップ4世に臣従礼を行ったことで、両家の対立は解消されていった。しかし、フランス王シャルル4世の時代になると、エドワード2世は臣従礼をたびたび延期し、また、ガスコーニュの領主がアキテーヌ公たるイングランド王からの処罰を逃れ、身柄の保護を受けるためフランス王へ上訴するケースが増えたことから、両国の関係は悪化し始めた。さらに、当時イングランド王が領有していたアジュネのサン・サルドスにおけるバスティッド建設をめぐる争いの中、1324年6月、フランス王シャルル4世はアキテーヌ公領の没収を宣言した。翌1325年5月から6月にかけ、両家の間で和平が成立し、イングランド王側がシャルル4世に臣従の礼を行うことを条件に公領を返還されることが決まり、同年9月、王太子エドワード（後のエドワード3世）により臣従礼がなされ、11月10日、公領の一部がイングランド側に返還された。しかしフランス軍が占領したアジュネに関しては返還されなかった。

### 百年戦争下のアキテーヌ
1327年に即位したエドワード3世とヴァロワ家のフランス王フィリップ6世との間には、フランス王位をめぐる継承問題、スコットランドへのフランスの支援、フランスからイングランドへの亡命貴族ロベール・ダルトワに対するイングランドの支援などを巡って対立が生じ、1337年5月24日フランス王フィリップ6世はイングランド王からのアキテーヌ公領没収を宣言した。同年11月、エドワード3世はフランスに宣戦布告し、百年戦争が始まった。
1355年、エドワード3世の長子エドワード黒太子はボルドーに上陸、1356年9月19日ポワティエの戦いにおいてエドワード黒太子は勝利し、フランス王ジャン2世を捕えた。1360年5月8日のブレティニーの条約において、アキテーヌにおけるイングランドの主権が認められた。
1367年から1369年にかけ、エドワード黒太子はカスティーリャ遠征を行ったが敗退し、その後黒太子は財政難に陥り、アキテーヌで新たな戸別税を三部会に承認させた。これに反発したアルマニャック伯などがシャルル5世に上訴し、パリ高等法院は黒太子に出頭を求めたが黒太子は応じず、両国の関係は悪化、同年11月30日、シャルル5世はアキテーヌの没収を宣言した。
1369年、王弟アンジュー公ルイはルエルグ、ケルシー、ペリゴールに侵攻、1372年にはベルトラン・デュ・ゲクラン率いるフランス軍がポワトゥー、サントンジュ、アングレームを奪還した。休戦期間を経て、1404年には両国の関係は再び悪化、シャルル6世はフランス軍をギュイエンヌ地方に派遣し、イングランド勢力の駆逐を試みたが失敗に終わっている。15世紀には、ギュイエンヌ地方はその独立性がほぼ保たれ、イングランド王からの抑圧はほとんど受けていなかった。
1451年、イングランド国内が政情不安定の中、フランス王シャルル7世はギュイエンヌ遠征軍を招集し、デュノワ伯を指揮官とした。フランス軍はブレイ、ブール、フロンサック、リブルヌ、サン・テミリオンなどの都市を降伏させ、同年6月12日にはシャルル7世とギュイエンヌ地方の三部会との間で税金の免除などの条件を含む降伏条約が締結された。
しかし、条約に反して翌1452年夏からボルドー地方で税金が徴収され、ボルドー地方はイングランドと通じるようになった。同年10月23日、イングランド側のギュイエンヌ代官ジョン・タルボットはボルドーを奪還、リブルヌ、カスティヨンなどの諸都市がイングランド軍に降伏した。しかし、1453年7月17日タルボットに率いられたイングランド軍はカスティヨンの戦いで敗北し、その他の諸都市もフランス軍に降伏、以後アキテーヌはフランス王領となった。

## 歴代領主一覧

### アキタニア王（メロヴィング朝）
- カリベルト2世（629年 - 632年）
- キルペリク（632年）
- ダゴベルト1世（632年）[19]

### アキテーヌ公
- ボギス（632年 - 660年）
- フェリックス（660年 - 670年）
- ルー1世（670年 - 676年）　ヴァスコニア公
- ウード（大公）（688年 - 735年）
- ウナール1世（735年 - 748年）
- ワイファリ（748年 - 768年）
- ウナール2世（768年 - 769年）

### アキテーヌ王（カロリング朝）
- ルイ1世（790年 - 806年）　フランク王、ローマ皇帝
- ピピン1世（817年 - 838年）　ルイ1世の子
- ピピン2世（838年 - 848年）　ピピン1世の子
- シャルル2世（838年 - 855年）　西フランク王、対立王
- シャルル3世（855年 - 866年）　西フランク王シャルル2世の子、ルイ2世の弟
- ルイ2世（866年 - 877年）　西フランク王

### アキテーヌ公
ポワトゥー伯家
- ラヌルフ1世（852年 - 866年）
- ラヌルフ2世（887年 - 890年）
- エブレ・マンゼール（庶子公）（890年 - 892年）

オーヴェルニュ伯家
- ギヨーム1世（敬虔公）（893年 - 918年）

カルカソンヌ伯（ラゼース伯）家
- ギヨーム2世（918年 - 926年）
- アクフレ（926年 - 927年）

ポワトゥー伯家
- エブレ・マンゼール（庶子公）（再承）（902年 - 932年）

ルエルグ伯家（トゥールーズ伯家）
- レーモン3世ポンス（932年 - 950年）　トゥールーズ伯

ポワトゥー伯家
- ギヨーム3世（950年 - 963年）
- ギヨーム4世（963年 - 996年）
- ギヨーム5世（996年 - 1030年）
- ギヨーム6世（1030年 - 1038年）
- ウード（1038年 - 1039年）
- ギヨーム7世（1039年 - 1058年）
- ギヨーム8世（1058年 - 1086年）
- ギヨーム9世（1086年 - 1126年）
- ギヨーム10世（1126年 - 1137年）
- アリエノール（1137年 - 1204年）

カペー家
- ルイ7世（1137年 - 1152年）　フランス王、アリエノールと共同統治

プランタジネット家
- アンリ1世（1152年 - 1169年）　イングランド王ヘンリー2世、アリエノールと共同統治
- リシャール1世（1169年 - 1199年）　イングランド王リチャード1世、アリエノールと共同統治
- ジャン（1199年 - 1216年）　イングランド王ジョン、アリエノールと共同統治（1199年 - 1204年）
- アンリ2世（1216年 - 1272年）　イングランド王ヘンリー3世
- エドゥアール1世（1272年 - 1307年）　イングランド王エドワード1世
- エドゥアール2世（1307年 - 1325年）　イングランド王エドワード2世
- エドゥアール3世（1325年 - 1362年）　イングランド王エドワード3世
- エドゥアール4世（1362年 - 1372年）　ウェールズ公エドワード（黒太子）
- エドゥアール3世（再承）（1372年 - 1377年）　イングランド王エドワード3世
- リシャール2世（1377年 - 1390年）　イングランド王リチャード2世
- ジャン・ド・ガン（1390年 - 1397年）　ランカスター公ジョン・オブ・ゴーント
- リシャール2世（再承）（1397年 - 1399年）　イングランド王リチャード2世
- アンリ3世（1399年 - 1413年）　イングランド王ヘンリー4世
- アンリ4世（1413年 - 1422年）　イングランド王ヘンリー5世
- アンリ5世（1422年 - 1453年）　イングランド王ヘンリー6世

ヴァロワ家
- シャルル7世（1453年 - 1461年）　フランス王
- シャルル（1469年 - 1472年）　ベリー公

ブルボン家
- グザヴィエ（1753年 - 1754年）　フランス王太子ルイ・フェルディナンの次男

## 名目上のアキテーヌ公
ブルボン＝アンジュー家
- ゴンザルヴ（1972年 - 2000年）　アンジュー公アンリの次男